# Кангбаши
Кангбаши (кин: 康巴什新区, пинјин: Kāngbāshí) је град-четврт у оквиру места Ордос у провинцији Унутрашња Монголија на северу Кине. Има око 20.000 до 30.000 становника, а захвата површину од 35 км². Познат је и под именом „Град духова“. Изградња је почела 2003. године услед економске исцрпљености Ордоса и потребе за новом инфраструктуром и привредним центрима. У град је уложено око 160 милијарди долара са пројекцијом од милион становника, уз савремене саобраћајнице, објекте и друго, међутим ни након седам година од почетка град није доживео очекиван напредак.
У плану је било да у Кангбашију буде седиште аутомобилске индустрије, затим електроцентрале и много чега другог. Данас је ово град без икаквког облика привреде, са свега 30-ак хиљада становника и великим бројем празних облакодера и кућа, због чега је и назван градом духова. Кангбаши је постао светски познат захваљујући репортажи катарске агенције Ал Џазира 2009. године.